# 长须弓鱼
长须弓鱼（学名：Racoma longibarbus）为鲤科弓鱼属的鱼类，是中国的特有物种。分布于大渡干流的中游峡谷河段等。该物种的模式产地在泸定桥。

## 扩展阅读
維基物種上的相關：长须弓鱼